# Коскеи, Кристофер
Кристофер Коскеи — кенийский легкоатлет, который специализировался в беге на 3000 метров с препятствиями. Серебряный призёр чемпионата Африки 1993 года. Чемпион мира 1999 года с результатом 8.11,76. Бронзовый призёр Всеафриканских игр 1999 года. 
В 2004 году занял 3-е место на Афинском марафоне — 2:17.21.

## Достижения
Золотая лига
- 1999:  Herculis – 8.10,69
- 1999:  Weltklasse Zürich – 8.05,43
- 1999:  Memorial Van Damme – 8.07,08